# Университет Южной Бретани
Университет Южной Бретани — французский университет, относится к академии Рен, расположен в городах Ван и Лорьян. Основан в 1995 году.

## История
История университета начинается в 1961 году с создания школы права и экономики в городе Ванн. В 1970 и 1971 году открываются университетские технологические институты в городах Ванн и Лорьян. Согласно государственному плану "Университет 2000" в 1995 году на базе этих трех учреждений открывается новый университет - Университет южной Бретани. 

## Структура
В состав университета южной Бретани входят 3 факультета, 2 института и Национальная высшая школа инженеров Бретань-Юг.
Факультеты:
- Факультет права, экономики и менеджмента.
- Факультет филологии, языков, гуманитарных и общественных наук.
- Факультет точных наук и инженерии.

Институты:
- Университетский институт технологии города Ванн.
- Университетский институт технологии города Лорьян.